# Nagy keresztesfutrinka
A nagy keresztesfutrinka (Panagaeus cruxmajor) a rovarok (Insecta) osztályának bogarak (Coleoptera) rendjébe, ezen belül a ragadozó bogarak (Adephaga) alrendjébe és a futóbogárfélék (Carabidae) családjába tartozó faj.

## Előfordulása
A nagy keresztesfutrinka előfordulási területe Európa. Magyarországon is honos. Angliában, csak néhány helyen található meg.

## Megjelenése
Nagysága 8-10 milliméter között van. A fekete alapszínű, sörtés bogár igen hasonlít a rokon Panagaeus bipustulatusra, emiatt korábban egyes rendszerezők ennek alfajaként sorolták be, viszont manapság tudjuk, hogy két különálló fajról van szó. Eme futóbogár szárnyfedőin, 2-2, nagy narancssárgás-vörös folt látható; ezek között a fekete alap keresztként rajzolódik le - innen ered a tudományos fajneve, a cruxmajor = „nagy kereszt”.

## Életmódja
Szántóföldek gyepszegélyein, füves, ligetes területeken sokfelé megtalálható, de sehol sem közönséges. Nappal kidőlt fák alatt pihen, éjszaka indul vadászni. Tápláléka főként a vízközelben élő csigafajok, de kisebb rovarok, illetve azok lárváit is elfogyasztja.

## Képek

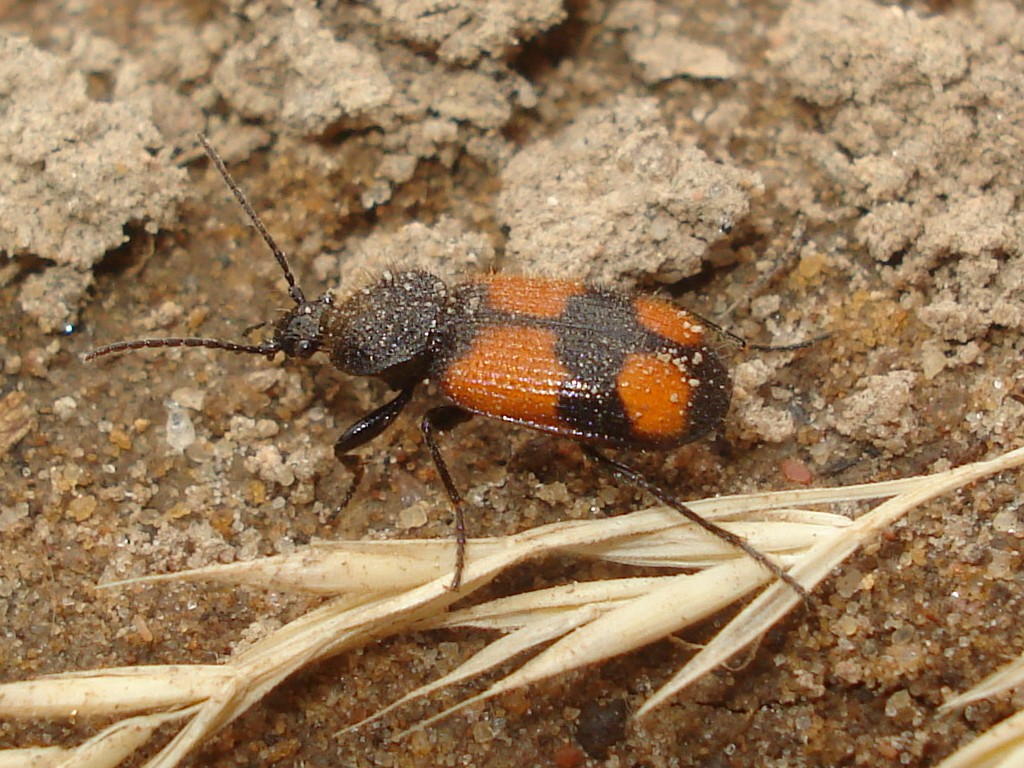
A természetben
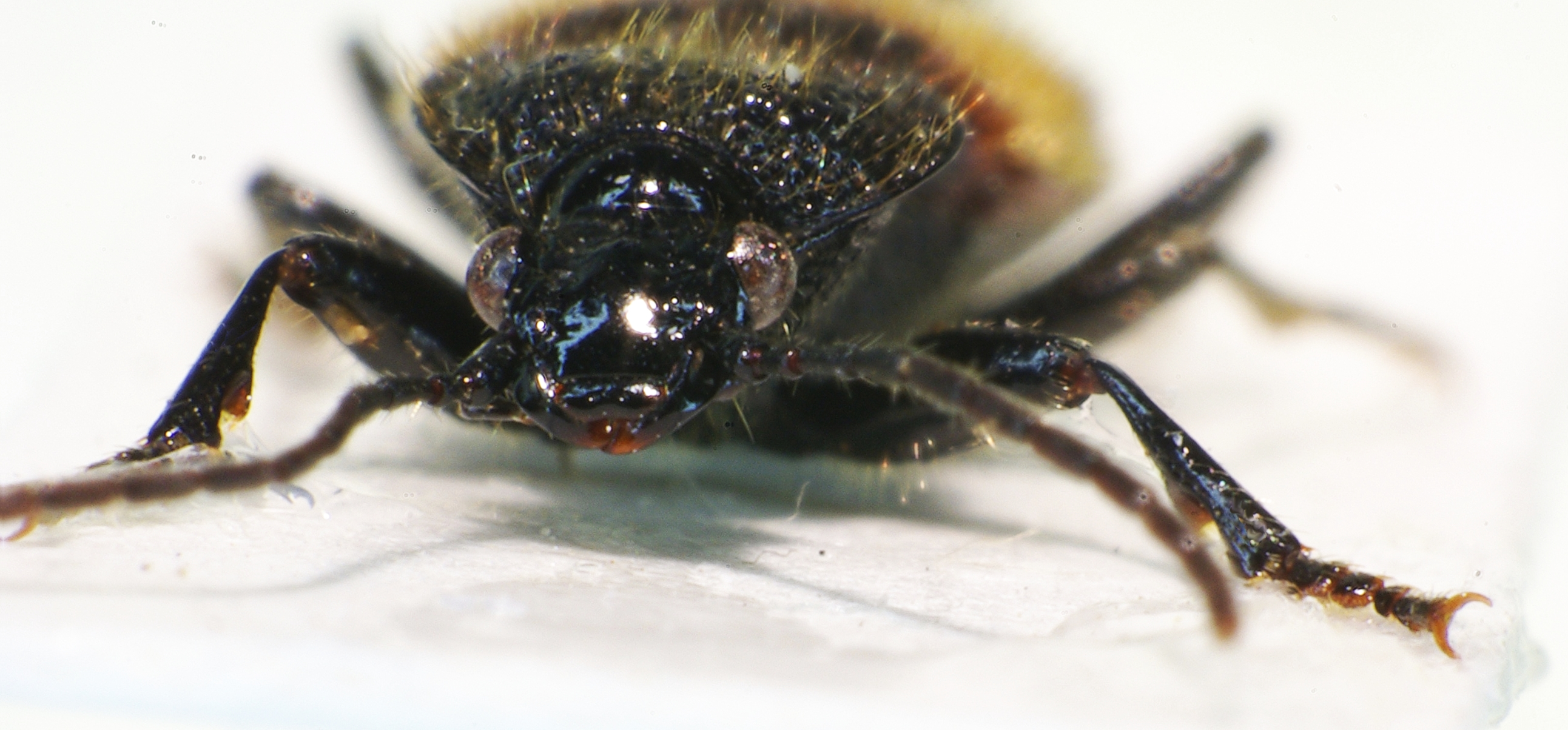
Szemből,
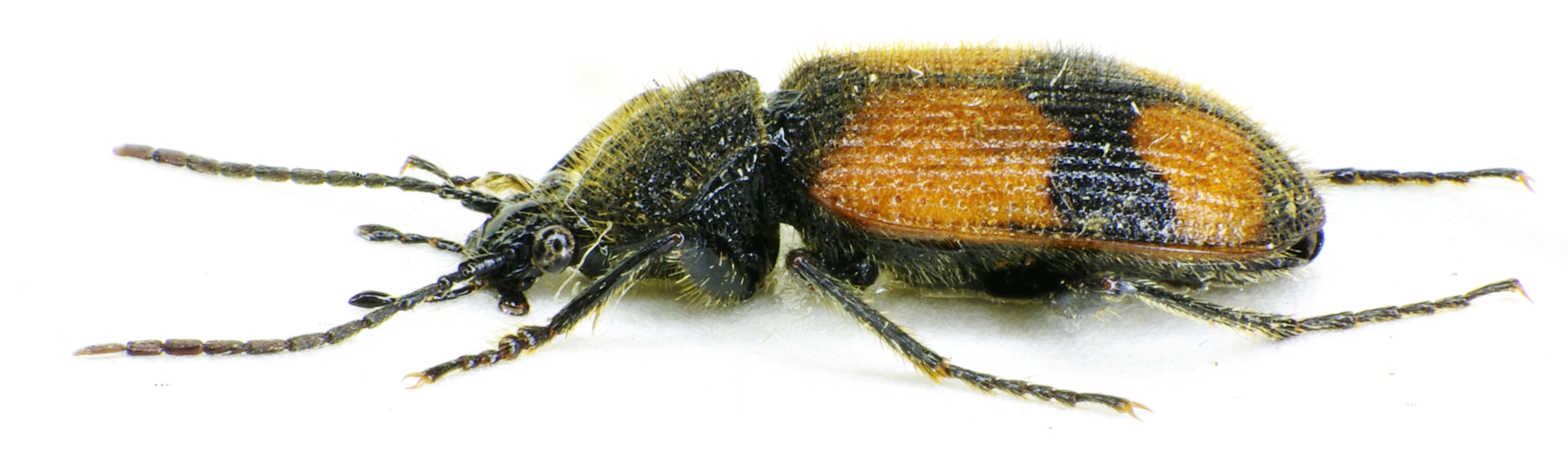
oldalról
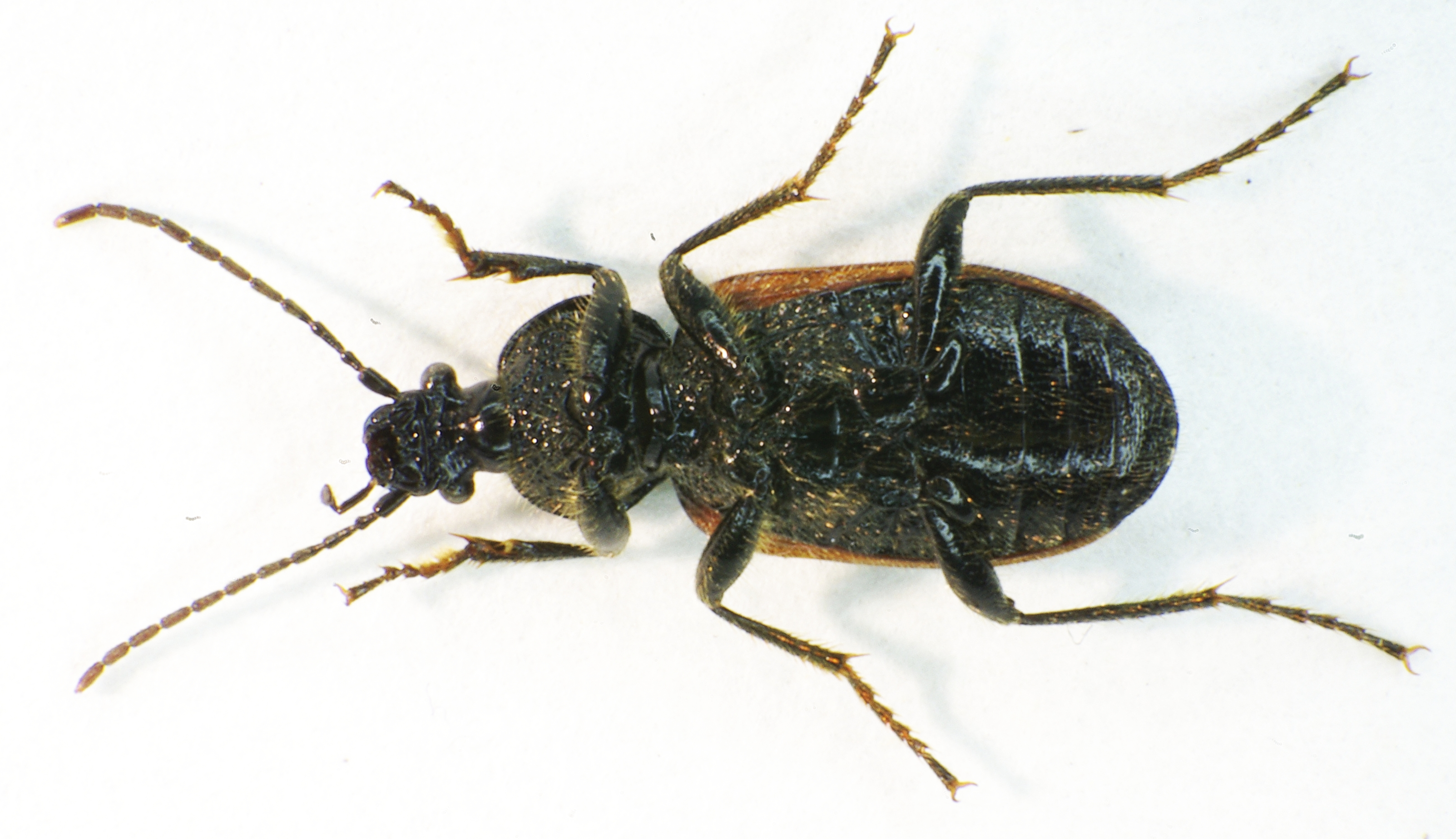
és alulról
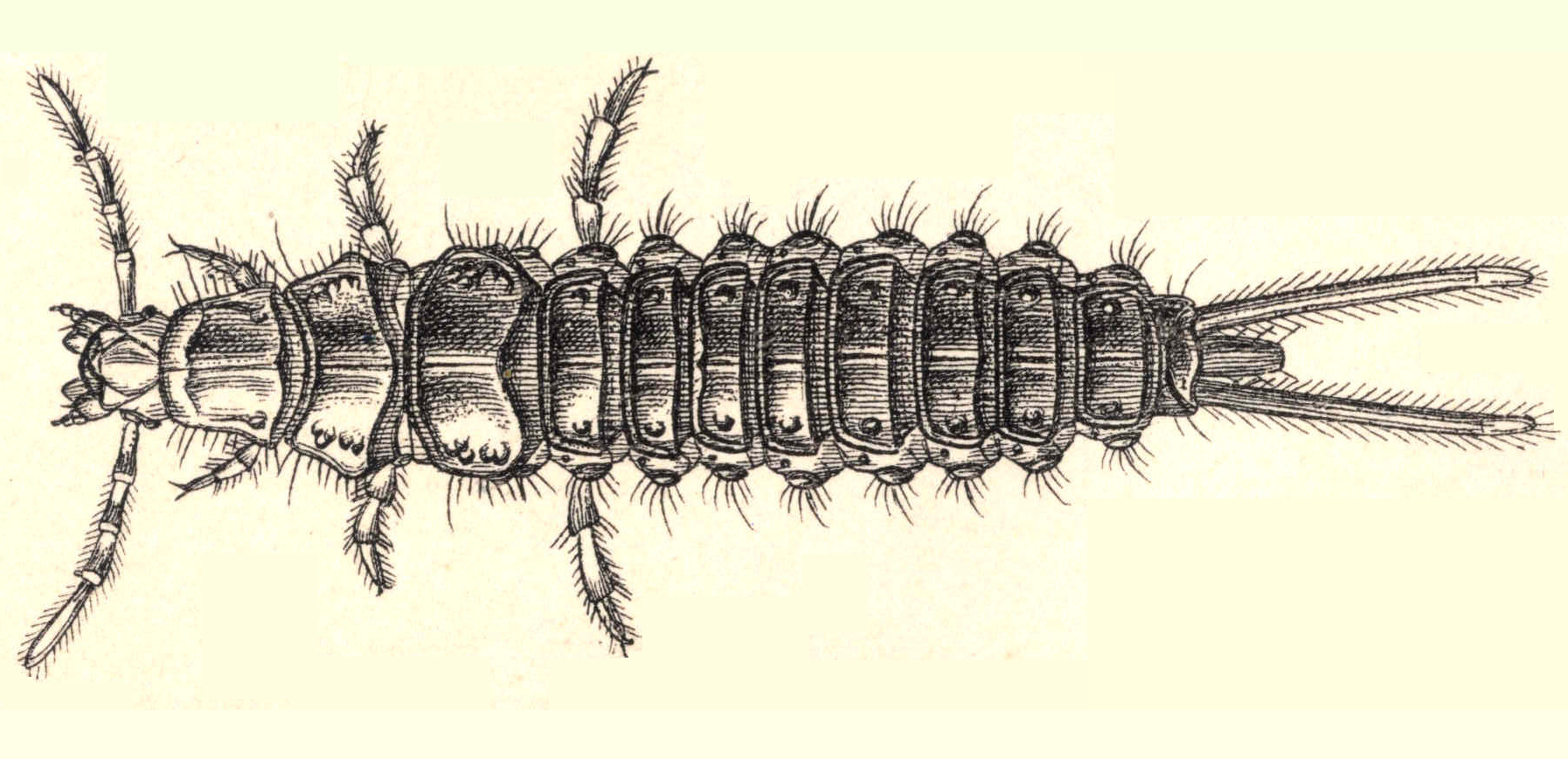
A lárvája

### Fordítás
- Ez a szócikk részben vagy egészben  a   Panagaeus cruxmajor című angol Wikipédia-szócikk ezen változatának fordításán alapul.  Az eredeti cikk szerkesztőit annak laptörténete sorolja fel. Ez a jelzés csupán a megfogalmazás eredetét és a szerzői jogokat jelzi, nem szolgál a cikkben szereplő információk forrásmegjelöléseként.